# Klinci
Klinci (en serbe cyrillique : Клинци) est un village de Serbie situé sur le territoire de la Ville de Valjevo, district de Kolubara. Au recensement de 2011, il comptait 233 habitants.

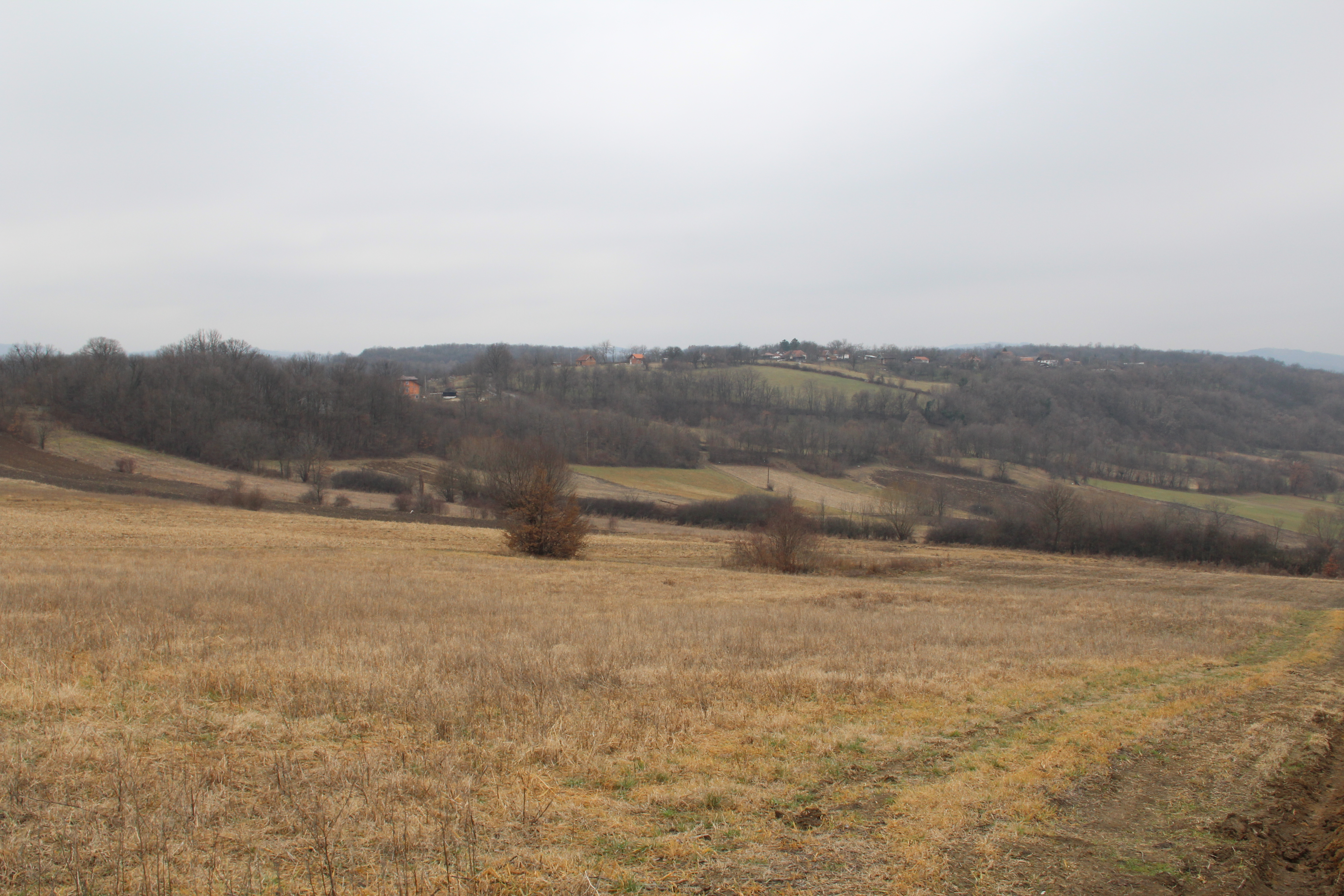
Vas Klinci - panorama
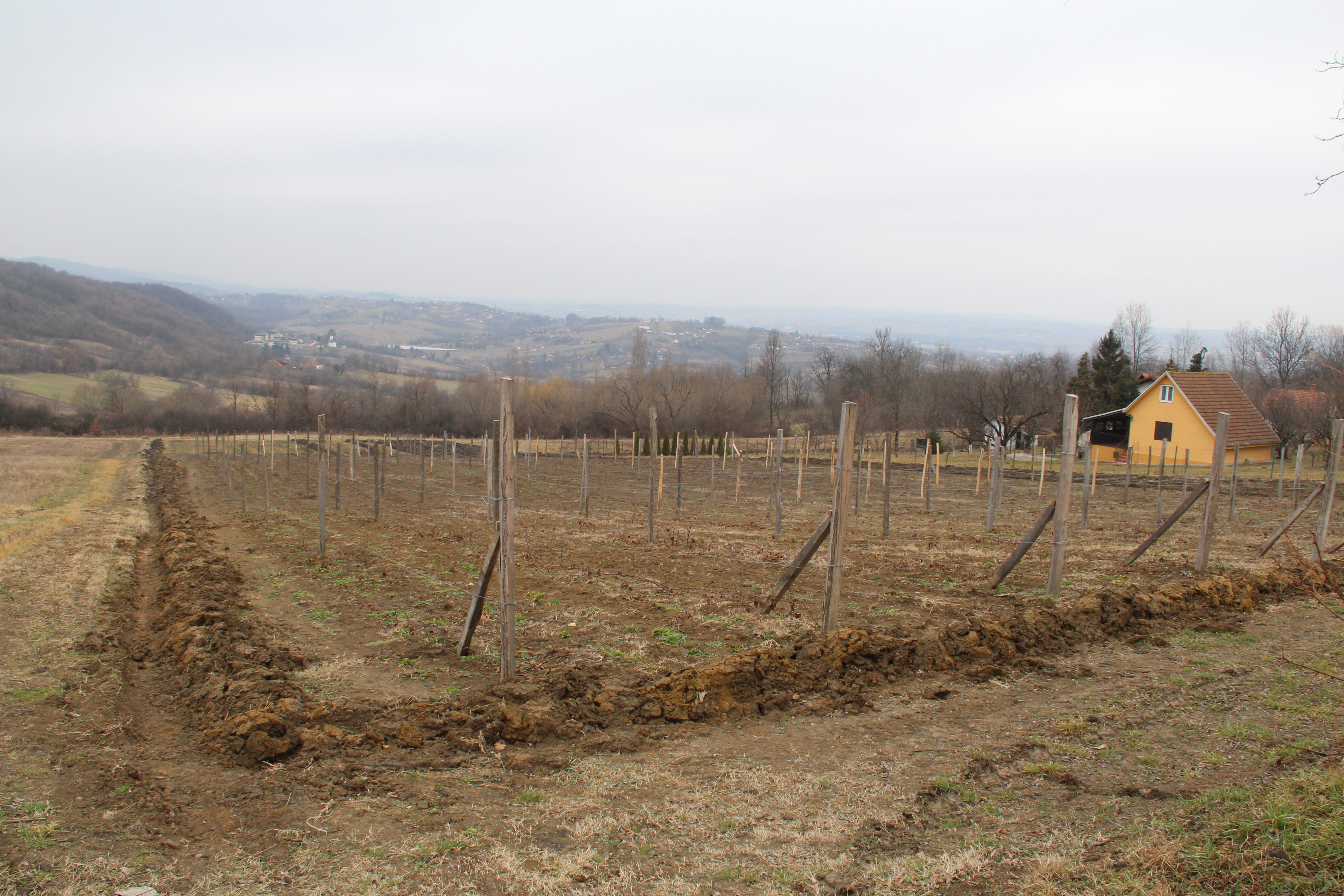
Vas Klinci - panorama
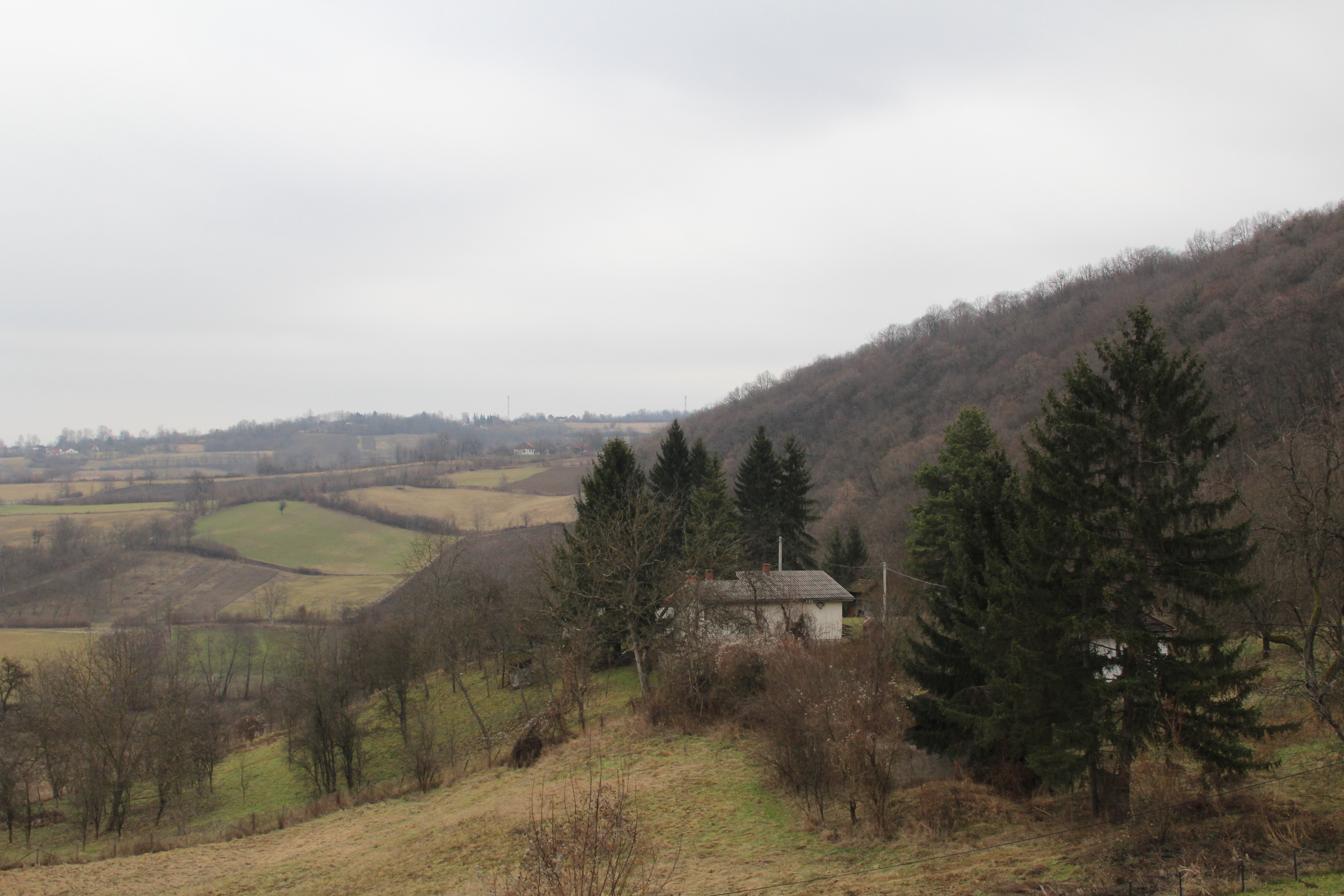
Vas Klinci - panorama
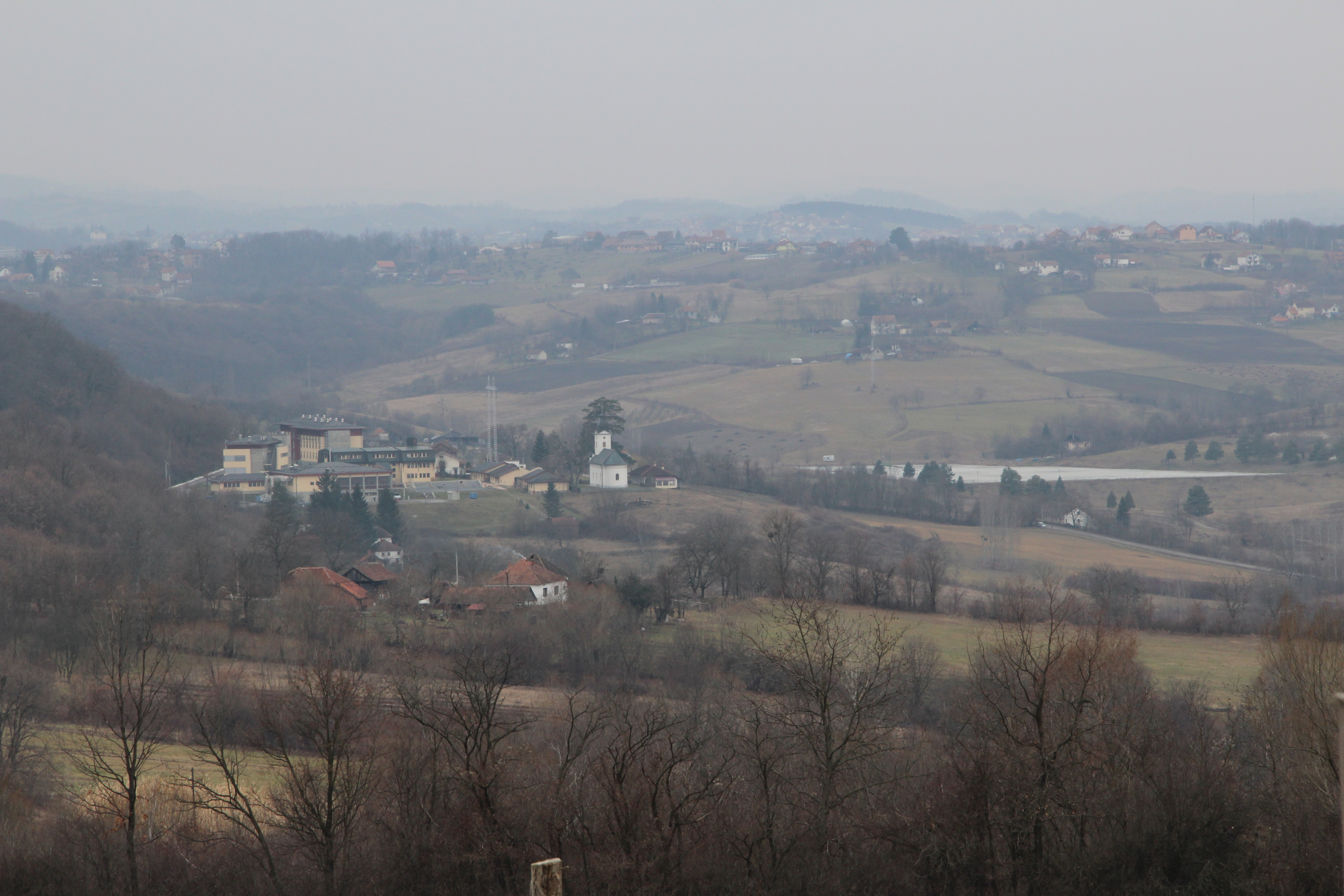
Vas Klinci - panorama
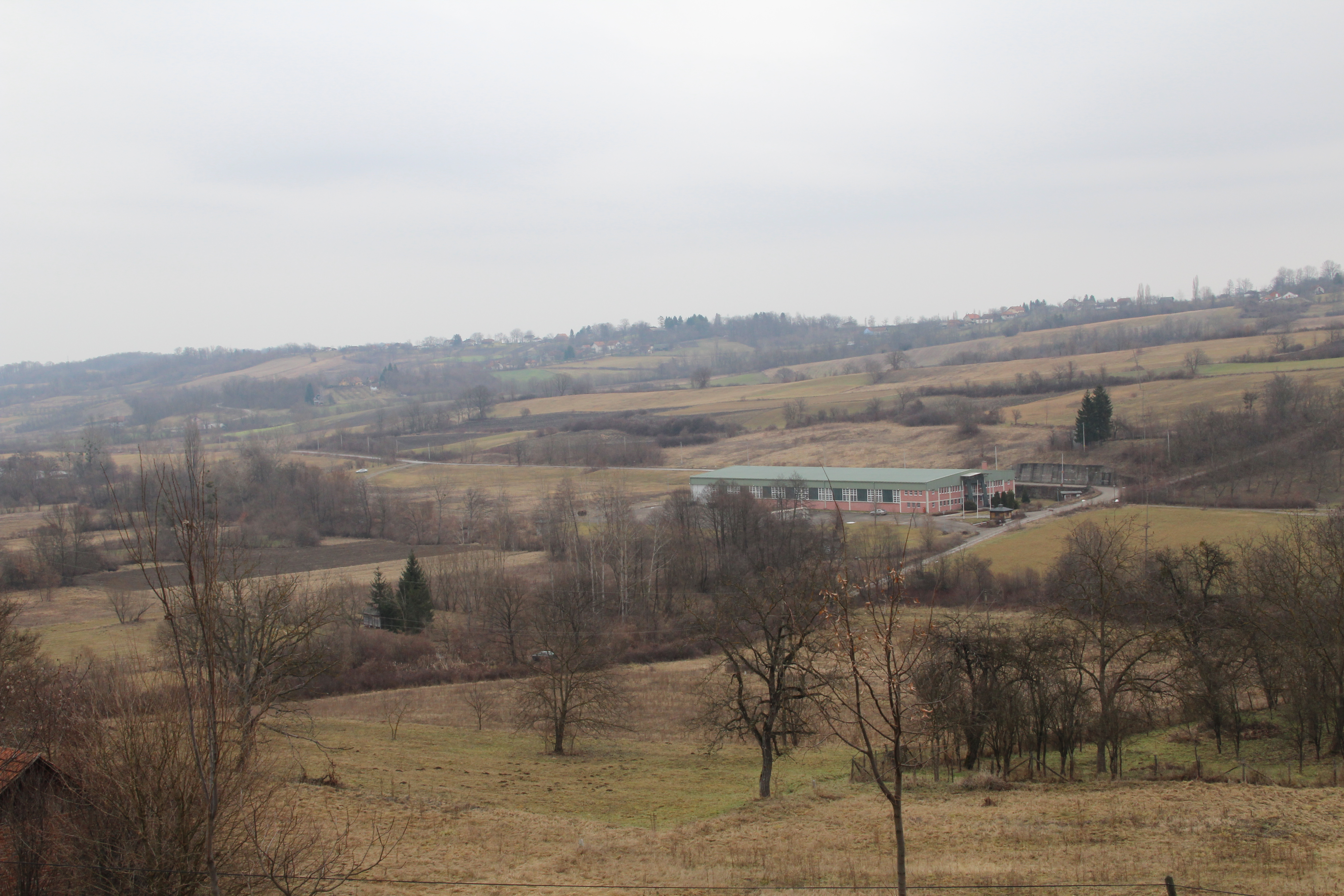
Vas Klinci - panorama
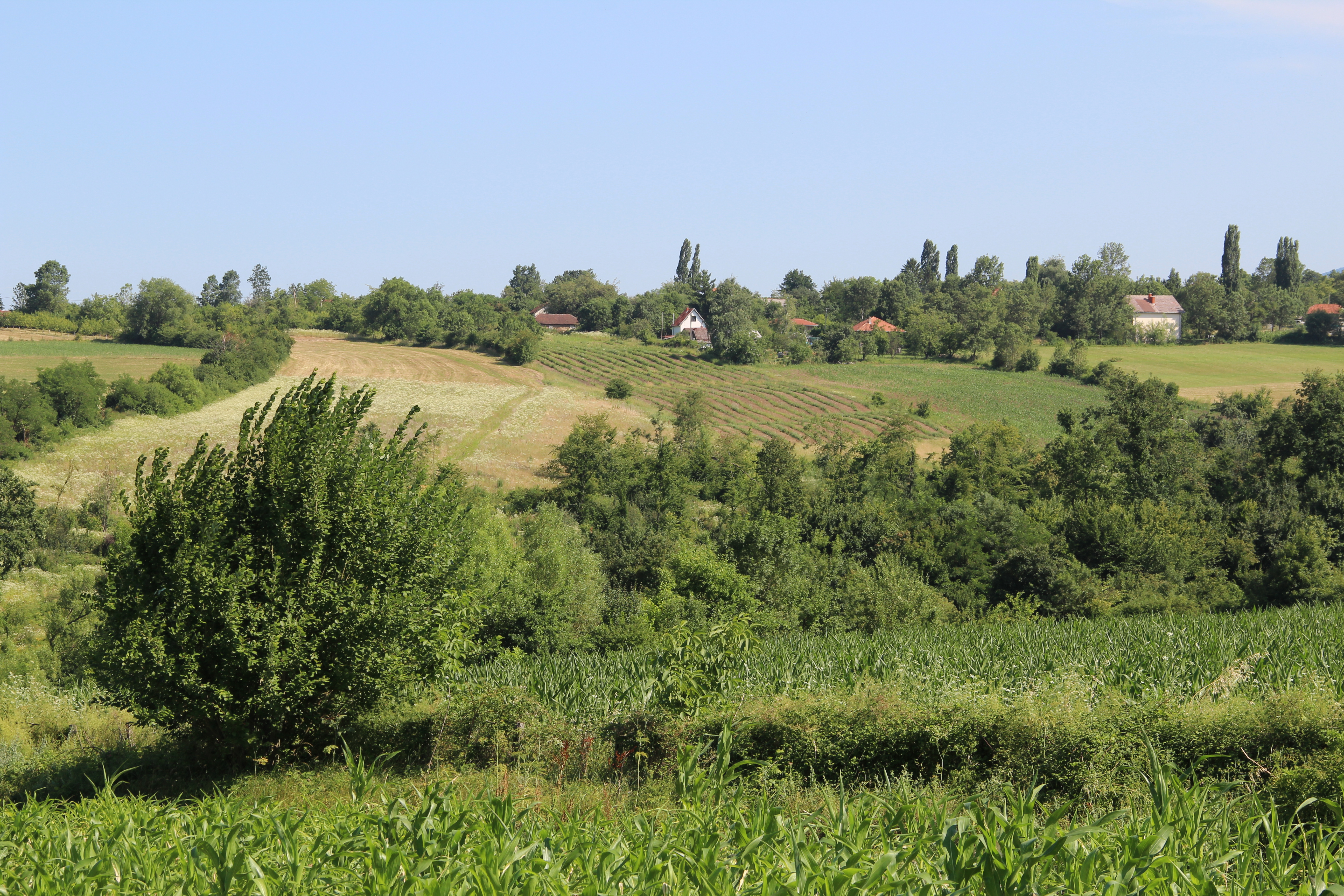
Село Клинци - панорама
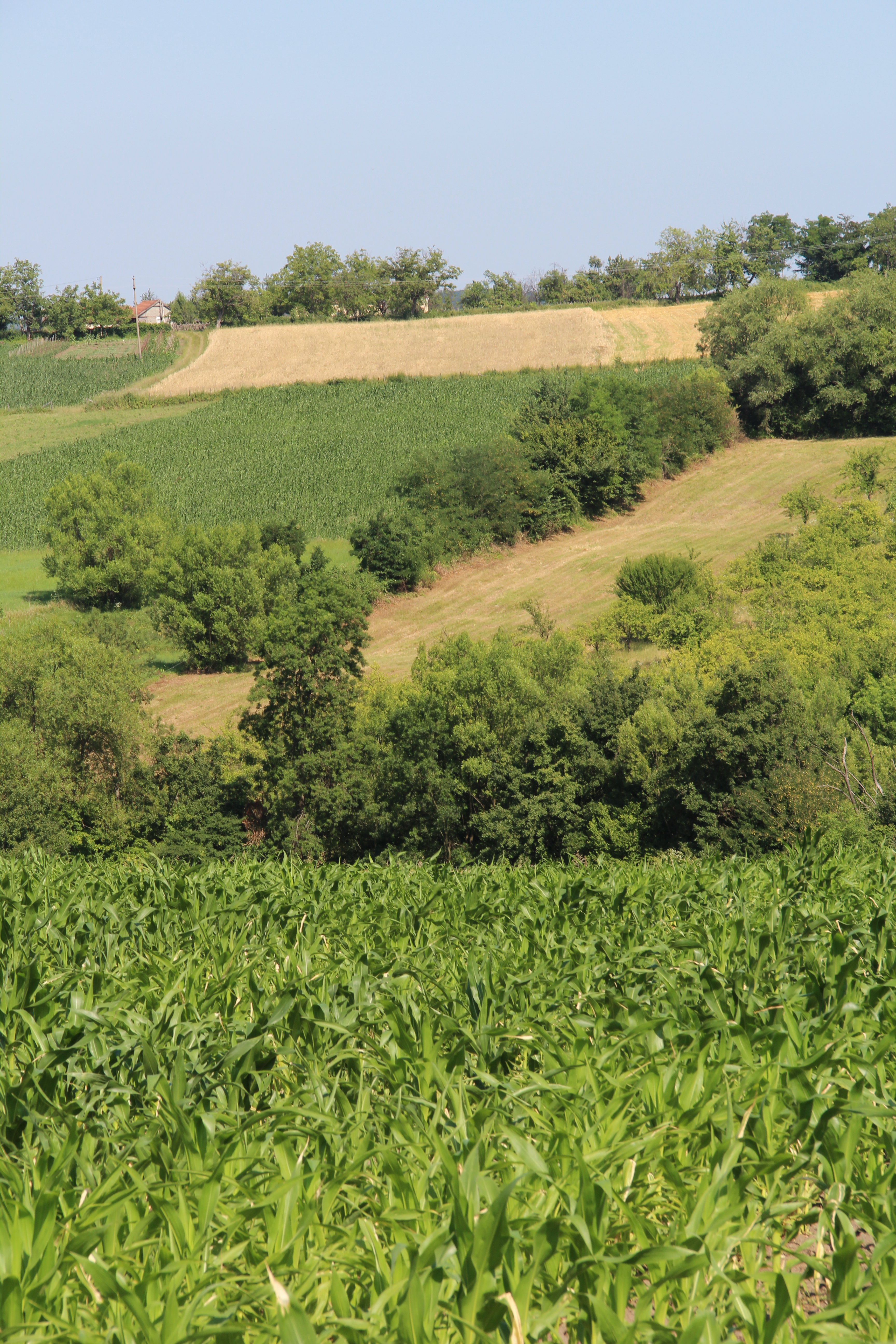
Село Клинци - панорама
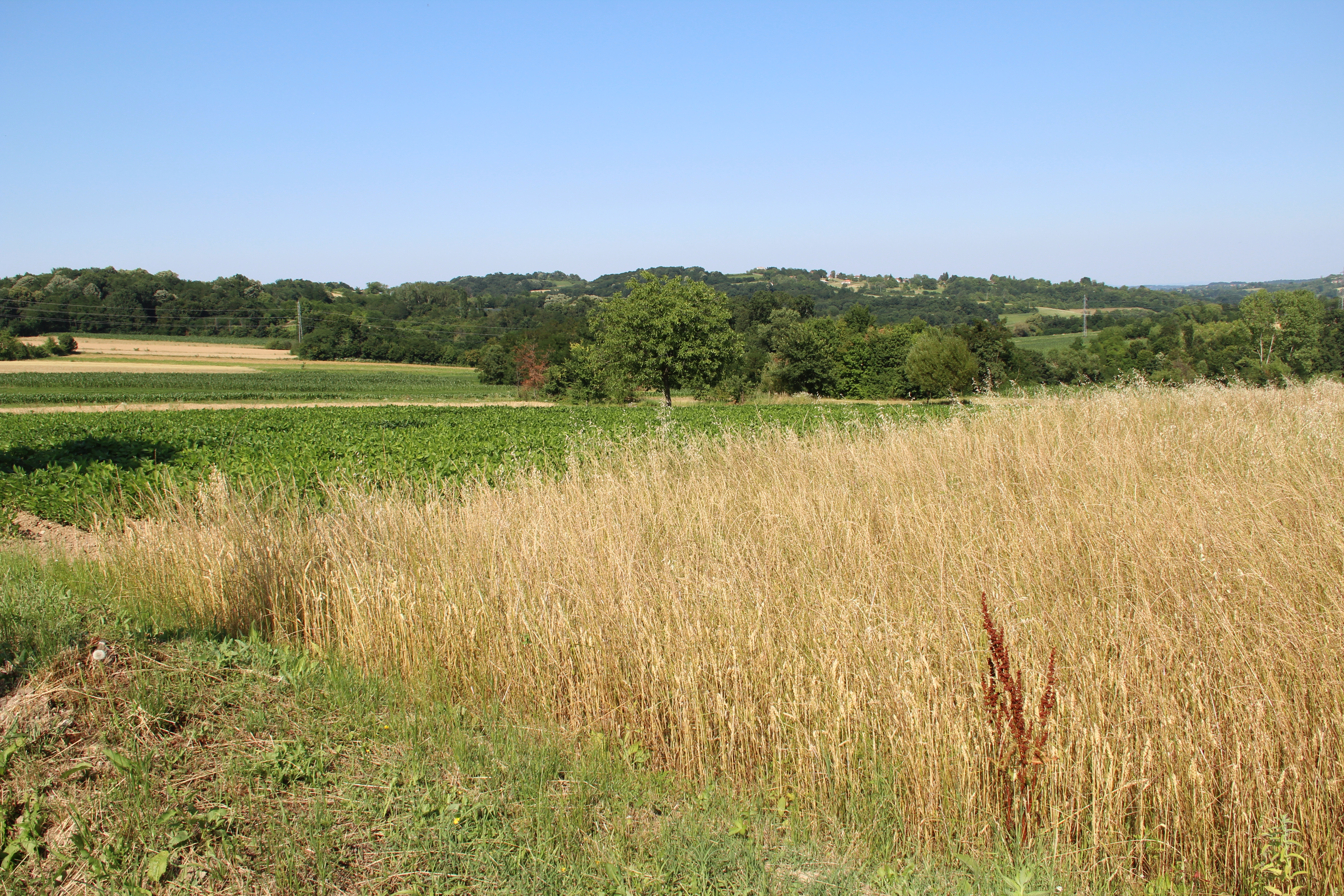
Село Клинци - панорама
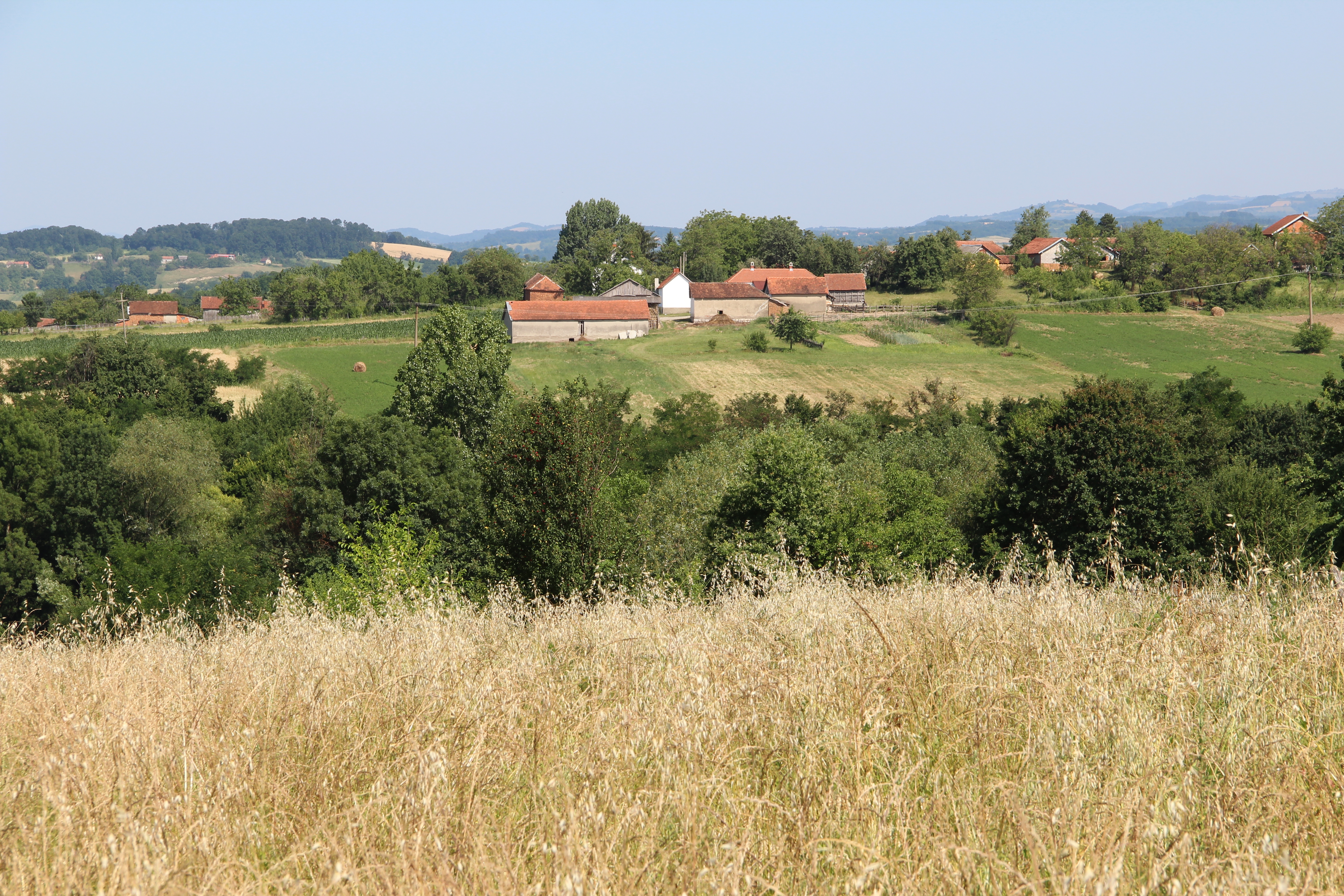
Село Клинци - панорама
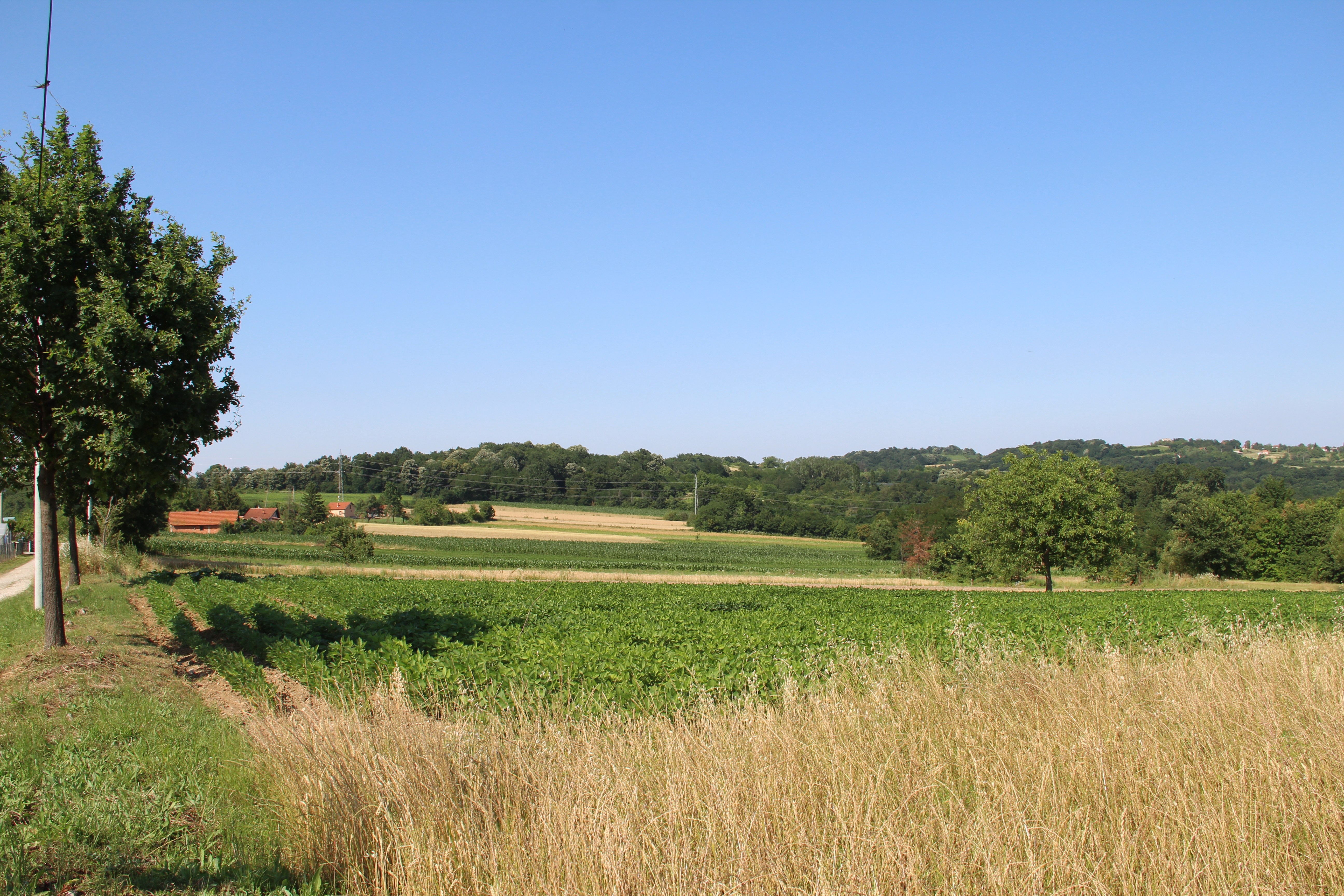
Село Клинци - панорама
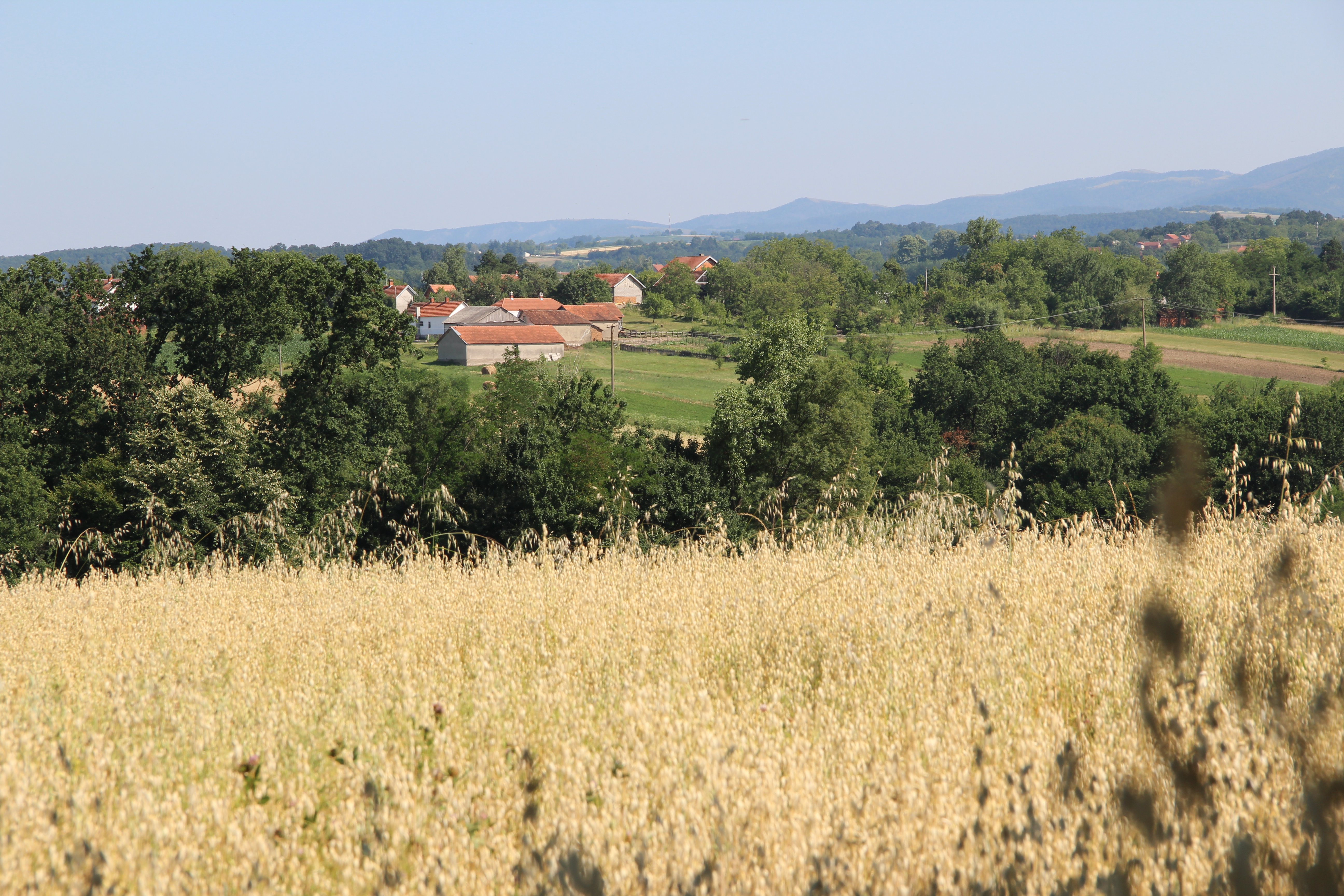
Село Клинци - панорама

## Démographie
| 1948 | 1953 | 1961 | 1971 | 1981 | 1991 | 2002 | 2011 |
| ---- | ---- | ---- | ---- | ---- | ---- | ---- | ---- |
| 262  | 238  | 251  | 244  | 236  | 220  | 269  | 233  |

|  |

## Personnalités
- Dragojlo Dudić (1887-1941) : agriculteur, écrivain et révolutionnaire né à Klinci.